# Javier Portillo
Javier García Portillo (født 30. marts 1982) i Aranjuez, Spanien er en spansk tidligere fodboldspiller (angriber). 
Portillo spillede som ungdomspiller hos Real Madrids akademi, og debuterede for klubbens førstehold i 2002. Han formåede dog aldrig for alvor at slå igennem i hovedstadsklubben, og blev udlejet til både Fiorentina og Club Brugge. Han var med til at vinde Champions League med Real Madrid i 2002, omend han kun var på banen i en enkelt kamp i turneringens løb. Sæsonen efter startede han inde, da Real vandt UEFA Super Cup-finalen over hollandske Feyenoord, og var samme sæson med til at vinde det spanske mesterskab.
Portillo nåede aldrig at repræsentere det spanske A-landshold, men spillede ti kampe og scorede fem mål for landets U/21-landshold.

## Titler
La Liga
- 2003 med Real Madrid

Supercopa de España
- 2003 med Real Madrid

UEFA Champions League
- 2002 med Real Madrid

UEFA Super Cup
- 2002 med Real Madrid